# Endre Kelemen
Endre Kelemen (ur. 5 grudnia 1947 w Turze) – węgierski lekkoatleta, skoczek wzwyż.

## Osiągnięcia
- brązowy medal halowych mistrzostw Europy (Sofia 1971)
- srebro halowych mistrzostw Europy (Katowice 1975)
- 7 tytułów mistrza Węgier (stadion – 1970, 1971, 1974 oraz 1975; hala – 1974, 1975 oraz 1976)

W 1976 Kelemen reprezentował Węgry podczas igrzysk olimpijskich w Montrealu. 15. lokata w eliminacjach nie dała mu awansu do finału.

## Rekordy życiowe
- skok wzwyż - 2.23 m (1976)